# Kathrin Kagelmann

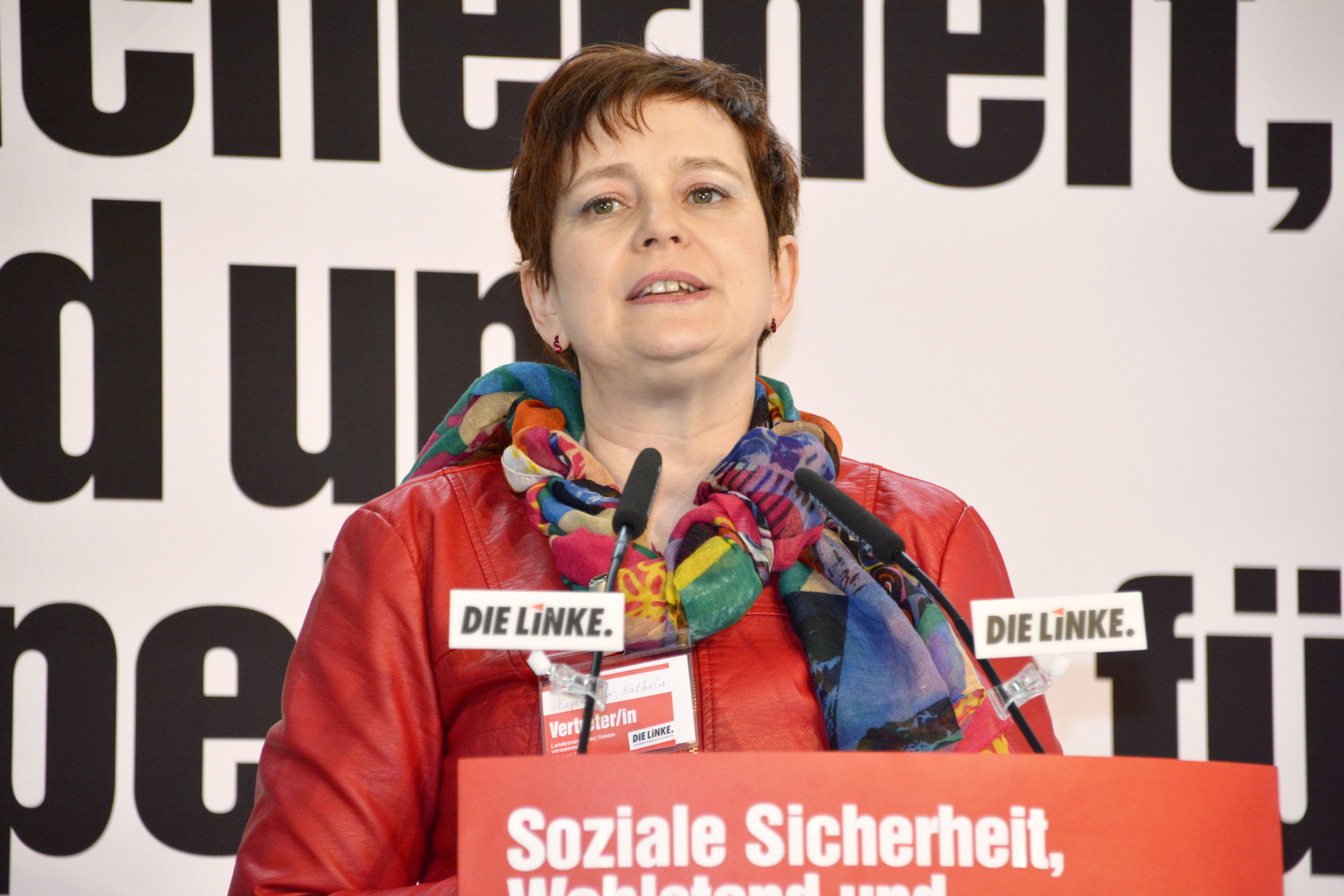
Kathrin Kagelmann 2014

Kathrin Kagelmann (* 15. Februar 1965 in Bautzen) ist eine deutsche Politikerin (Die Linke). Zwischen 2004 und 2019 war sie Mitglied des Sächsischen Landtags.

## Leben
Kagelmann absolvierte die Polytechnische Oberschule in der DDR und anschließend eine Berufsausbildung zur Facharbeiterin für Schreibtechnik. Von 1984 bis 1987 studierte sie an der Fachschule für Staatswissenschaft und war danach bis 1990 im Rat des Kreises Niesky. Von 1991 bis 1994 war sie Bürgerberaterin in Niesky beim Arbeitslosenverband Deutschland. Von 1994 bis 1998 war sie danach Regionalmitarbeiterin im Oberlausitzer PDS-Landesverband und von 1998 bis 2002 Mitarbeiterin im Wahlkreisbüro des Bundestagsabgeordneten Ilja Seifert. Zwischen 2003 und 2006 war sie als selbstständige Gewerbetreibende tätig.
Kagelmann ist verheiratet und hat drei Kinder.

## Politik
Kagelmann trat 1984 der SED bei. Seit 2003 ist sie Mitglied im Vorstand des Regionalverbandes Oberlausitz der Linkspartei.PDS. Erstmals zwischen 1995 und 1999, und dann wieder seit 2001, ist sie Mitglied des Landesvorstandes der Linkspartei.PDS Sachsen, später der Linkspartei. Seit Oktober 2004 war sie Mitglied des Sächsischen Landtags, in dem sie Mitglied im Ausschuss für Umwelt und Landwirtschaft ist. Bei der Landtagswahl 2019 kandidierte sie nicht mehr für ein Mandat.